# Options Clearing Corporation
Options Clearing Corporation (OCC) — американская клиринговая палата, базирующаяся в Чикаго. Специализируется на производных финансовых инструментах. клиринг, обеспечивающий клиринг с центральным контрагентом (CCP) и расчеты обслуживает 16 бирж. Она была основана Уэйном Лутрингсхаузеном и продолжена Майклом Кэхиллом. Ее инструменты включают Опции, финансовые и товарные фьючерсы, фьючерсы на ценные бумаги и операции по кредитованию ценными бумагами.
Как и все расчетные палаты, OCC выступает гарантом между клиринговыми сторонами, гарантируя выполнение обязательств по контрактам, которые она клирирует. В настоящее время она хранит около 100 миллиардов долларов обеспечения, депонированного участниками клиринга, и переводит миллиарды долларов в день. В 2011 году OCC стала крупнейшей организацией по клирингу деривативов на акции в Соединенных Штатах. Кроме того, в 2016 году объем клиринговых контрактов составил 4,17 миллиарда долларов, что делает его пятым по величине годовым показателем в истории OCC.
В настоящее время OCC работает под юрисдикцией как Комиссии по ценным бумагам и биржам (SEC), так и Комиссии по торговле товарными фьючерсами (CFTC). Под юрисдикцией SEC OCC осуществляет клиринг сделок по пут- и колл- опционам на обыкновенные акции и другие ценные бумаги, фондовые индексы, иностранные валюты, процентные ставки и фьючерсы на отдельные акции. Являясь зарегистрированной клиринговой организацией по деривативам (DCO) под юрисдикцией CFTC и признанной системно значимой организацией финансового рынка (SIFMU) в соответствии с Законом Додда — Франка, OCC предлагает клиринговые и расчетные услуги для сделок с фьючерсами и опционами на фьючерсные контракты.
OCC контролируется членом клиринга, в котором доминируют совет директоров и работает как утилита финансового рынка, получая большую часть своего дохода от клиринговых комиссий, взимаемых со своих членов.
Объемы клиринга значительно выросли с момента его запуска, что отражает растущее использование опционов на акции. Например, в октябре 2000 года клиринговая палата сообщила о рекордном месячном объеме клиринга в 75,3 миллиона контрактов. В августе 2011 года OCC сообщила о рекордном месячном объеме в 550 миллионов контрактов.

## История
Клиринговая корпорация по опционам (OCC) была основана в 1973 году, первоначально как клиринговая палата для пяти зарегистрированных рынков опционов на акции. До своего создания, благодаря большой поддержке со стороны SEC, Чикагская биржа опционов имела свою клиринговую организацию, Клиринговую корпорацию CBOE.
Однако 8 августа 2011 года Standard & Poor's понизило рейтинги клиринговых организаций, в том числе OCC, до уровня «двойное A-плюс», что на одну ступень ниже рейтинга «тройное A». OCC опубликовалзаявление в ответ на понижение рейтинга, в котором была приведена цитата тогдашнего председателя и генерального директора OCC Уэйна П. Лютрингшаузена: «Это изменение рейтинга не окажет негативного влияния на деятельность OCC или на нашу способность выполнять обязательства перед клиринговыми членами OCC».
Также в 2011 году Standard & Poor's и OCC объявили о лицензионном соглашении, согласно которому OCC будет осуществлять клиринг внебиржевых (OTC) опционов на основе S & P 500. Отметка о сделкевпервые клиринговая палата осуществила клиринг внебиржевых опционов по индексам S & P. Он также включал S&P MidCap 400 и S&P SmallCap 600. В июле 2012 года Совет по надзору за финансовой стабильностью (FSOC) признал OCC системно значимой финансовой организацией (SIFMU) в соответствии с законом Додда-Франка о финансовой реформе.
В сентябре 2013 года OCC подала заявку на соответствие требованиям Европейского регламента рыночной инфраструктуры, который позволит банкам, зарегистрированным в регионе, торговать опционами в США без увеличения капитальных затрат для фирм, которые хотят торговать производными финансовыми инструментами в США. В том же месяце OCC назначила Крейга Донохью исполнительным председателем. В интервью журналу Crain's Magazine Донохью считал себя проводником изменений в отрасли и продолжит работать в OCC. Его rоле назначил его наблюдать за передачей обязанностей Кэхилла другим руководителям OCC во время поиска; кроме того главный операционный директор Майкл Макклейн в 46 лет получил дополнительный титул президента в рамках переходного периода. В 2014 году OCC официально получила одобрение регулирующих органов на клиринг внебиржевых опционов на фондовый индекс. Запуск внебиржевых услуг по клирингу опционов на фондовый индекс S & P 500 состоялся в апреле 2014 года.
29 сентября 2014 года OCC и американские биржи опционов объявили о принятии новых стандартов управления рисками, основанных на принципах. Новые стандарты включали проверку обоснованности цен, сквозную защиту, защиту на основе активности и защиту от сбоев, а также ожидали одобрения регулирующих органов. Реформы были направлены на снижение риска ошибок или непреднамеренных действий, которые могут привести к финансовым потерям участников рынка и OCC или способствовать их возникновению. OCC также объявила о возврате 39 миллионов долларов участникам клиринга и выплате дивидендов в размере около 17 миллионов долларов фондовым биржам, которые будут распределены в первом квартале 2016 года вместе с финансовой отчетностью OCC.
В феврале 2023 года Комиссия по торговле товарными фьючерсами издала приказ против OCC. В приказе было установлено, что OCC не разработала и не внедрила политику и процедуры, предназначенные для управления рисками, связанными с автоматизированными системами компании. Приказ предусматривал штраф в размере 5 миллионов долларов за нарушения, которые OCC согласилась выполнить.

## Биржи-участники и участники клиринга
Биржи-участники OCC включают: BOX Options Exchange LLC, Cboe BZX Exchange, Inc., Cboe C2 Exchange, Inc., Cboe EDGX Exchange, Inc., Cboe Exchange, Inc., Miami International Securities Exchange, LLC, MIAX PEARL, LLC, Nasdaq GEMX, LLC, Nasdaq ISE, LLC, Nasdaq BX, Inc., Nasdaq MRX, LLC, Nasdaq PHLX, LLC, Nasdaq Options Market, LLC, NYSE American Options, LLC и NYSE Arca, Inc. Ее члены по клирингу обслуживают как профессиональных трейдеров, так и государственных заказчиков и составляют примерно 115 крупнейших в США брокеров-дилеров, торговцев фьючерсными комиссиями и фирм по ценным бумагам за пределами США.
OCC также обслуживает другие рынки, в том числе рынки торговли товарными фьючерсами, товарными опционами и фьючерсами на ценные бумаги. OCC очищает фьючерсные контракты, торгуемые на фьючерсной бирже CBOE, NYSE Liffe, NASDAQ OMX Futures Exchange и ELX Futures, в дополнение к фьючерсным контрактам на ценные бумаги, торгуемым на OneChicago, и опционам на фьючерсные контракты, торгуемые на NYSE Liffe в США. Кроме того, OCC предоставляет услуги центрального контрагента для двух рыночных структур по кредитованию ценными бумагами, программы внебиржевого фондового кредитования OCC и AQS, автоматизированной торговой площадки по кредитованию ценными бумагами.
OCC также является спонсором Совета индустрии опционов, отраслевого ресурса, который финансируется и управляется OCC для продвижения опционов, котирующихся на бирже. Круглый стол ОИК является независимым руководящим органом совета и состоит из представителей опционных бирж США, брокерских фирм-членов и OCC.

## Маржирование
Ключом к клиринговой организации является требование к марже, которое управляет ее кредитным риском (риском дефолта участника).
С 1980-х годов OCC использовала систему маржирования, которая была известна как TIMS (Теоретическая система межрыночной маржи). Однако в 2006 году эта система была заменена новой системой под названием STANS (Система теоретического анализа и численного моделирования).